# Bernardino Bertini
Bernardino Bertini (Barge, 19 settembre 1786 – Barge, 23 aprile 1857) è stato un politico italiano.

## Biografia
Fu deputato del Regno di Sardegna per quattro legislature (II, III, IV, V), eletto sempre nel collegio di Barge.
Fu inoltre vicesindaco di Torino dal 1848 al 1856